# Aureolaria laevigata
Aureolaria laevigata är en snyltrotsväxtart som först beskrevs av Constantine Samuel Rafinesque, och fick sitt nu gällande namn av Constantine Samuel Rafinesque. Aureolaria laevigata ingår i släktet Aureolaria och familjen snyltrotsväxter. Inga underarter finns listade i Catalogue of Life.